# چشمه هغنار
چشمهٔ هغنار رمانی از مگردیچ آرمن است که به زبان ارمنی نوشته شده است. این رمان توسط ی. د. پاپازیان به فارسی ترجمه شده است. بر اساس این رمان دو فیلم ساخته شده است که یکی را آربی آوانسیان در ایران با نام چشمه و دیگری را آرمن ماناریان در ارمنستان کارگردانی کرده است. نویسنده کتاب خود را به آودیک ایساهاکیان نویسندهٔ ارمنی تقدیم کرده و وی را عزیزترین استاد خود نامیده است.

## شخصیت‌ها
شخصیت محوری رمان، استادکاری به نام اوستا مگردیچ است. هغنار همسر وی زنی زیباست. آن‌ها پسری به نام گالوست دارند و پسری دیگر نیز داشته‌اند که مرده است. یرانوس جالیزبانی است که همسرش مرده و با یک نگاه عاشق هغنار شده است. وی که دختری به نام مانان دارد، با برادرش گیغام و زن برادرش زندگی می‌کند. واروس، پسر جوانی است که او نیز به هغنار دل باخته است. وی به همراه پدرش به نام واغیناک زرگر و مادرش زندگی می‌کند. آودیک معمار پل‌ساز، کارو معمار خانه ساز، آغاسی حفار قنوات، باگراد، اونس و سرکیس از دوستان اوستا مگردیچ هستند. علاوه بر این‌ها، ابراهیم صاحب قهوه‌خانه ای در محلهٔ ترک‌ها، ملا، زن ملا، حاجی کریم، بچه‌های آقا صفر و چندین شخصیت بدون نام حاشیه ای، دیگر شخصیت‌های رمان را تشکیل می‌دهند.

## داستان
حوادث داستان در شهر گومری (لنیناکان) رخ می‌دهد که شهری چند فرهنگی است که ارمنی‌ها، یونانی‌ها و ترک‌ها در کنار هم در آن زندگی می‌کنند. در این شهر، اوستا مگردیچ معمار چشمه ساز ارمنی قسم خوده است تا چهل چشمه بسازد و پس از ساخت چشمهٔ چهلم بمیرد. وی در جوانی با زنی زیبا ازدواج کرده که هغنار نام دارد و از وی صاحب دو پسر شده است که یکی از آن‌ها درگذشته است. پسر دیگر به نام گالوست برای تحصیل و زندگی به مسکو رفته است. یرانوس جالیزبان که همسرش را از دست داده است، روزی در جالیز خود مشغول کار است که با یک نگاه به هغنار عاشق وی می‌شود. وی که گمان می‌برد هغنار زنی ترک است، در یک عرق خوری با اوستا مگردیچ درددل می‌کند و زمانی که در منزل اوستا مگردیچ متوجه می‌شود که عاشق زن وی شده است، خودکشی می‌کند.
واروس پسر واغیناک زرگر دیگر عاشق هغنار است که با ترغیب وی موفق به برقراری رابطه با وی می‌شود. هغنار برای رابطه با او خانه ای را که متعلق به زنی به نام حبیبه بوده در محلهٔ ترک‌ها اجاره می‌کند و با پوشیدن چادر زنان مسلمان ترک به آن خانه رفت و آمد می‌کند و با واروس در آنجا قرارهای عاشقانه می‌گذارد. رفت و آمدهای آن‌ها به این خانه سبب می‌شود تا ملای مسلمان محلهٔ ترک‌ها توسط بچه‌های آقاصفر از مسئله مطلع شده و مردم را بر علیه وی تحریک کند. از سوی دیگر اوستا مگردیچ که به جالیز یرانوس رفته، در راه بازگشت هغنار را از رنگ کفشش بازمی شناسد و او را تعقیب می‌کند.
در نهایت اوستا مگردیچ هغنار را در خانه گیر می‌اندازد، در حالی که واروس فرار می‌کند. هغنار که به رابطه اش نزد زن ملا اقرار کرده با ورود مگردیچ سکته کرده و می‌میرد. اهالی محلهٔ ترک‌ها خانه را تخریب می‌کنند، اما اوستا مگردیچ از آن‌ها چهل روز زمان می‌خواهد تا جنازه را در زیر حوض حیاط خانه دفن کرده، و سنگ قبری بر آن بسازد. در این روزها وی چشمه ای را بر مزار هغنار می‌سازد. مردم که خبر معجزه ای از این چشمه را شنیده‌اند، برای تماشای آن جمع می‌شوند و چشمه ای را می‌بینند که در بالای آن نوشته شده «زن چشمه ایست که به شوهرش تعلق دارد. شخص دیگری حق ندارد از آن آب بنوشد.». آب این چشمه با قرارگرفتن هر فردی در برابر آن قطع می‌شود و تنها خود اوستا مگردیچ که شوهر هغنار بوده می‌تواند از آن آب بنوشد.
واروس نیز که برای وداع با مزار هغنار به شهر بازگشته، وارد جمعیت می‌شود و با قرار گرفتن در برابر چشمه نمی‌تواند از آن آب بنوشد. اهالی روستا همگی این مسئله را حمل بر معجزه می‌کنند و واروس نیز پس از این اتفاق پای پیاده برای زیارت به سوی بیت‌المقدس می‌رود. محلهٔ ترک نشین در جنگ جهانی اول تخریب شده و چشمهٔ هغنار نیز در میان آن می‌خشکد. با مرگ اوستا مگردیچ در پی ساخت چهلمین چشمه، پسرش گالوست به شهر بازمی‌گردد و در پی یافتن راز چشمه به ویرانه‌های محلهٔ ترک‌ها می‌رود. در آنجا وی با واروس مواجه می‌شود که از زمان بازگشت از زیارت بیت‌المقدس در آن حوالی برای هغنار سوگواری کرده است. گالوست سنگ‌های کف چشمه را درمی‌آورد و مشخص می‌شود که قطعی آب چشمه برای غریبه‌ها به علت اهرم‌هایی بوده که اوستا مگردیچ در زیر آن طراحی و نصب کرده بوده و تنها خودش می‌توانسته با آن کار کند و بدون قطعی آب از آن چشمه استفاده کند. واروس که از این راز آگاهی می‌یابد زندگی خود را از دست رفته می‌یابد.

## ترجمهٔ فارسی
رمان چشمهٔ هغنار با مشخصات زیر به زبان فارسی ترجمه شده است:
- آرمن، مگردیچ، چشمهٔ هغنار، ترجمهٔ ی.د. پاپازیان، تهران: بنیاد ادبی برادران طوماسیان، چاپ یکم: اسفند ۱۳۴۴.[۴]

مگردیچ آرمن نویسندهٔ کتاب به مناسبت ترجمهٔ کتابش به زبان فارسی و چاپ آن در ایران مقدمه ای کوتاه بر این کتاب نگاشته است. ترجمهٔ فارسی چشمهٔ هغنار پس از چاپ اول دیگر تجدید چاپ نشد.